# Robert Chaloner (cónego)
Robert Chaloner DD (1548-1621) foi um cónego de Windsor de 1589-1621.

## Carreira
Ele foi educado em Christ Church, Oxford, onde se formou BA 1566, MA em 1569, BD em 1576 e DD em 1584. Ele foi nomeado:
- Reitor de Fleet Marston, Buckinghamshire 1566
- Reitor de Agmondesham 1576

Ele foi nomeado para a décima segunda bancada da Capela de São Jorge, Castelo de Windsor em 1589, e manteve a posição até 1621. No seu testamento, ele deixou dinheiro que foi usado para fundar a Escola Secundária do Dr. Challoner em Amersham.